# Salvadora (genre)
Cet article concerne le genre de serpents. Pour le genre de plantes, voir Salvadora (plante).
Genre
Salvadora est un genre de serpents de la famille des Colubridae.

## Répartition
Les espèces de ce genre se rencontrent dans le sud des États-Unis et au Mexique.

## Liste des espèces
Selon The Reptile Database (11 août 2013) :
- Salvadora bairdi Jan, 1860
- Salvadora grahamiae Baird & Girard, 1853
- Salvadora hexalepis (Cope, 1867)
- Salvadora intermedia Hartweg, 1940
- Salvadora lemniscata (Cope, 1895)
- Salvadora mexicana (Duméril, Bibron & Duméril, 1854)

## Publication originale
- Baird & Girard, 1853 : Catalogue of North American Reptiles in the Museum of the Smithsonian Institution. Part 1. Serpents. Smithsonian Institution, Washington, p. 1-172 (texte intégral).